# Бланджини, Феличе
Феличе Бланджини (итал. Felice Blangini), или Джузеппе Марко Мария Феличе Бланджини (итал. Giuseppe Marco Maria Felice Blangini; 18 ноября 1781 года, Турин, королевство Сардиния — 18 декабря 1841 года, Париж, Франция) — итальянский композитор.

## Биография
Джузеппе Марко Мария Феличе Бланджини родился 18 ноября 1781 года в Турине, в королевстве Сардиния. Подростком пел в хоре капеллы кафедрального собора в Турине. Начальное музыкальное образование, включавшее пение, игру на фортепиано и виолончели, композицию, получил у Бернардо Оттани. Уже в 12 лет написал первое сочинение «Песнопение» (итал. Mottetto) и «Господи, помилуй» (итал. Kyrie), впервые прозвучавшие в церкви Святейшей Троицы в Турине.
В 1797 году переехал в Париж вместе с матерью и двумя сёстрами. Ездил на юг Франции, выступая с концертами в Марселе, Монпелье, Лионе, затем совершил турне по Швейцарии и в 1799 году вернулся в Париж, где тщетно пытался получить место преподавателя по классу фортепиано в консерватории. В 1800 году выступил с концертами в качестве тенора. Написал несколько романсов для голоса и фортепиано, вскоре получившие широкое распространение. В 1801 году сочинил дуэты для тенора и сопрано (или меццо-сопрано), которые назвал «Ноктюрны» (итал. Notturni).
Успех концертов композитора и его музыки вскоре сделали его популярным учителем пения. В 1802 году ему было поручено закончить оперу «Ложная дуэнья» (итал. La fausse duègne) погибшего композитора Пьера Антуана Доминика Делла Марии, которая была поставлена в Опера-Комик 24 июня 1802 года. 7 января 1803 года на сцене театра на рю Фейдо была поставлена его новая опера «Зели и Тервей, или Химера и реальность» (итал. Zélie et Térville ou Chimère et réalité), получившая признание у публики. В 1805 году композитор прибыл в Мюнхен, столицу курфюрства Бавария, где им была написана опера «Халиф ещё на тур» (итал. Encore un tour de Calife). Он был назначен капельмейстером при дворе курфюрстов Баварии. Вернувшись в Париж в 1806 году, 6 апреля того же года представил оперу «Нефтали или Аммонитяне» (итал. Nephtali ou Les Ammonites), сочинённую по заказу Наполеона Бонапарта.
Феличе Бланджини был фаворитом сестры императора, Полины Бонапарт-Боргезе, которая назначила его своим музыкальным распорядителем. В 1808 году они длительное время находились в Ницце, пока сам император не прервал их общение, вызвав композитора в Париж. В 1809 году, после того, как Наполеон Бонапарт создал для брата Жерома Бонапарта королевство Вестфалия, Феличе Бланджини получил место капельмейстера при дворе нового короля в Касселе, где находился до 1814 года. За это время им были написано несколько опер, среди которых «Фея Урхеля» (итал. La fée Urgèle) и «Принцесса из Кашмира» (итал. La princesse de Cashemire). В 1813 году он покинул Кассель и некоторое время находился в Мюнхене, где, как прежде, занял место капельмейстера капеллы курфюрстов Баварии. Здесь 14 июля 1814 года композитор представил свою новую оперу «Траян в Дакии» (итал. Traiano in Dacia).
Вернувшись в Париж во время Ста дней, Феличе Бланджини подружился с Шарлем Талейраном и Марией Каролиной Бурбон-Сицилийской, герцогиней де Берри, что позволило ему остаться при дворе во время Реставрации Бурбонов и пользоваться благосклонностью короля Людовика XVIII. В 1816 году он был назначен капельмейстером королевской капеллы, придворным композитором и учителем пения в консерватории. В мае 1821 года получил орден Почетного легиона и 14 ноября 1822 года звание пэра Франции. В 1823 году ему было поручено создание музыкального корпуса в составе Национальной гвардии.
Получив гражданство Франции и женившись на дочери финансиста, композитор получил в пользование значительное состояние. В 1828 году прибыл в Турин, где Филармонической академией в его честь был дан концерт. Вернулся в Париж в начале революции 1830 года, после которой интерес к творчеству композитора угас, как и внимание к нему со стороны новой власти.
Феличе Бланджини умер в Париже 18 декабря 1841 года.

## Творческое наследие
Творческое наследие композитора включает 17 опер, 4 мессы, 174 романса и 170 ноктюрнов, многочисленные вокальные и инструментальные сочинения, например "Ариетта".